# Ванчозеро (озеро, Медвежьегорский район)
Ванчозеро — российское озеро в Медвежьегорском районе Республики Карелия.

## Общие сведения
Расположено в северной части Заонежского полуострова. Овальной формы, вытянуто с северо-запада на юго-восток. Берега пологие, покрыты хвойным лесом.
Котловина ледниково-тектонического происхождения.
Основные реки, впадающие в озеро — Угома (несущая воды Турастамозера и Ладмозера) и Мягрозерка (несущая воды Мягрозера и Нижнего Мягрозера). Вытекает река Вагнозерка, впадающая в Онежское озеро. На озере около 10 островов общей площадью 0,08 км².
Дно покрыто илистыми отложениями, прибрежная зона покрыта каменисто-песчаными грунтами. Высшая водная растительность представлена в основном тростником и рдестами, ширина зарослей достигает 50 м.
В озере обитают щука, плотва, окунь, лещ, налим, ёрш.